# 林文仁
林文仁（1932年—），生於日治台灣嘉義，企業家，曾任台灣日光燈公司董事長。退休後，創辦袖珍博物館。

## 生平
畢業於台灣大學電機系。1953年大學畢業後，進入由其父親與其他友人共同創辦的台灣日光燈公司，由技術員做起。後成為台灣日光燈公司董事長。
1993年，林文仁退休，卸任台光董事長。
1997年，以自己的收藏，成立袖珍博物館。

## 家庭
其妻楊錦梅。兩人生有二子一女，長子林克忠，次子林克孝，么女林克真。